# Toulouaré
Toulouaré (auch: Toulwaré) ist ein Dorf in der Landgemeinde Bitinkodji in Niger.

## Geographie
Das Dorf befindet sich rund 31 Kilometer südlich des Hauptorts Saga Fondo der Landgemeinde Bitinkodji, die zum Departement Kollo in der Region Tillabéri gehört. Ein Nachbardorf von Toulouaré ist Roubiré im Südwesten.
Toulouaré ist Teil der Übergangszone zwischen Sahel und Sudan. Die durchschnittliche jährliche Niederschlagshöhe beträgt hier zwischen 500 und 600 mm.
Beim Dorf erstreckt sich der Teich Mare de Toulouaré. Hier wurden folgenden Vogelarten beobachtet:
- Flussuferläufer (Actitis hypoleucos)
- Blaustirn-Blatthühnchen (Actophilornis africanus)
- Bandastrild (Amadina fasciata)
- Mauersegler (Apus apus)
- Savannenadler (Aquila rapax)
- Silberreiher (Ardea alba)
- Graureiher (Ardea cinerea)
- Schwarzhalsreiher (Ardea melanocephala)
- Purpurreiher (Ardea purpurea)
- Rohrdommel (Botaurus stellaris)
- Alektoweber (Bubalornis albirostris)
- Kuhreiher (Bubulcus ibis)
- Gelbschnabel-Madenhacker (Buphagus africanus)
- Mangrovereiher (Butorides striata)
- Sichelstrandläufer (Calidris ferruginea)
- Zwergstrandläufer (Calidris minuta)
- Kampfläufer (Calidris pugnax)
- Senegalschwalbe (Cecropis senegalensis)
- Spornkuckuck (Centropus senegalensis)
- Graufischer (Ceryle rudis)
- Flussregenpfeifer (Charadrius dubius)
- Abdimstorch (Ciconia abdimii)
- Elfennektarvogel (Cinnyris pulchellus)
- Rohrweihe (Circus aeruginosus)
- Zistensänger (Cisticola juncidis)
- Senegalracke (Coracias abyssinicus)
- Schildrabe (Corvus albus)
- Schwarzschwanz-Lärmvogel (Crinifer piscator)
- Weißbürzelgirlitz (Crithagra leucopygia)
- Palmensegler (Cypsiurus parvus)
- Witwenpfeifgans (Dendrocygna viduata)
- Seidenreiher (Egretta garzetta)
- Gleitaar (Elanus caeruleus)
- Bergammer (Emberiza tahapisi)
- Weißwangenlerche (Eremopterix leucotis)
- Grauastrild (Estrilda troglodytes)
- Afrikanischer Silberschnabel (Euodice cantans)
- Rothalsfalke (Falco chicquera)
- Bekassine (Gallinago gallinago)
- Graukopfliest (Halcyon leucocephala)
- Zwergadler (Hieraaetus pennatus)
- Stelzenläufer (Himantopus himantopus)
- Rauchschwalbe (Hirundo rustica)
- Senegalamarant (Lagonosticta senegala)
- Rotbauch-Glanzstar (Lamprotornis pulcher)
- Goldscheitelwürger (Laniarius barbarus)
- Iberienraubwürger (Lanius meridionalis)
- Rotkopfwürger (Lanius senator)
- Grautoko (Lophoceros nasutus)
- Zwergspint (Merops pusillus)
- Riedscharbe (Microcarbo africanus)
- Schwarzmilan (Milvus m. migrans/parasitus/aegyptius)
- Schafstelze (Motacilla flava)
- Kaptäubchen (Oena capensis)
- Steinschmätzer (Oenanthe oenanthe)
- Graukopfsperling (Passer griseus)
- Braunrücken-Goldsperling (Passer luteus)
- Sichler (Plegadis falcinellus)
- Dorfweber (Ploceus cucullatus)
- Zwergweber (Ploceus luteolus)
- Schwarzkopfweber (Ploceus melanocephalus)
- Dotterweber (Ploceus vitellinus)
- Rahmbrustprinie (Prinia subflava)
- Halsbandsittich (Psittacula krameri)
- Graubülbül (Pycnonotus barbatus)
- Blutschnabelweber (Quelea quelea)
- Höckerglanzgans (Sarkidiornis melanotos)
- Knäkente (Spatula querquedula)
- Palmtaube (Spilopelia senegalensis)
- Brillentaube (Streptopelia decipiens)
- Röteltaube (Streptopelia vinacea)
- Senegaltschagra (Tchagra senegalus)
- Pharaonenibis (Threskiornis aethiopicus)
- Dunkelwasserläufer (Tringa erythropus)
- Bruchwasserläufer (Tringa glareola)
- Grünschenkel (Tringa nebularia)
- Teichwasserläufer (Tringa stagnatilis)
- Erzflecktäubchen (Turtur abyssinicus)
- Wiedehopf (Upupa epops)
- Senegalkiebitz (Vanellus senegallus)
- Spornkiebitz (Vanellus spinosus)
- Große Dominikanerwitwe (Vidua orientalis)[3]

## Bevölkerung
Bei der Volkszählung 2012 hatte Toulouaré 319 Einwohner die in 34 Haushalten lebten. Bei der Volkszählung 2001 betrug die Einwohnerzahl 375 in 57 Haushalten und bei der Volkszählung 1988 belief sich die Einwohnerzahl auf 2809 in 402 Haushalten.

## Wirtschaft und Infrastruktur
Toulouaré ist neben Karey Gorou, Sarando Béné und Sarando Ganda eines der wichtigsten Anbaugebiete für Meerrettichbäume im Westen Nigers. Deren Blätter dienen meistens gekocht, manchmal roh als Nahrungsmittel, das reich an Kalzium, Eisen, Vitaminen und Proteinen ist. Ein Brunnen ist für die Viehwirtschaft ausgewiesen. Mit einem Centre de Santé Intégré (CSI) ist ein Gesundheitszentrum im Ort vorhanden. Es verfügt über ein eigenes Labor und eine Entbindungsstation. Entlang des dem Dorf gegenüberliegenden Ufers der Mare de Toulouaré verläuft die 119,5 Kilometer lange und asphaltierte Nationalstraße 6 zwischen der Hauptstadt Niamey und der Staatsgrenze zu Burkina Faso.